# Mieczysław Nawarski
Mieczysław Edward Szczepan Nawarski (ur. 25 listopada 1880, zm. 25 września 1946) – polski inżynier, urzędnik, kapitan piechoty Wojska Polskiego II RP.

## Życiorys
Urodził się 25 listopada 1880. Był uczniem C. K. Wyższego Gimnazjum w Kołomyi.
Ukończył studia z tytułem inżyniera. W okresie zaboru austriackiego w ramach autonomii galicyjskiej podjął pracę w administracji na szczeblu samorządowym. Uchwałą Rady Miejskiej w Sanoku z 21 maja 1908 został mianowany adiunktem budownictwa przy magistracie w Sanoku w charakterze prowizorycznym, jako że miał jeszcze złożyć drugi egzamin państwowy. Na tym stanowisku pracował w kolejnych latach. Został wybrany zastępcą sędziego przysięgłego przy C. K. Sądzie Obwodowym w Sanoku na rok 1914. Publikował na łamach „Tygodnika Ziemi Sanockiej” opisując projekt gazowni miejskiej w Sanoku.
Był członkiem sanockiego gniazda Polskiego Towarzystwa Gimnastycznego „Sokół”: 1912, 1920, 1921, 1922, w tym działał we władzach przed 1914, w 1909 wybrany wydziałowym oraz gospodarzem (z tej drugiej funkcji zrezygnował), w 1911 wybrany zastępcą sekretarza. Zasiadł w zarządzie powołanego w połowie 1911 Klubu Tenisowego w Sanoku, który stworzył dwa korty w miejscu kotlinki za kręgielnią „Sokoła”. Działał w Towarzystwie Upiększania Miasta Sanoka, w 1912 wybrany zastępcą wydziałowego. Udzielał się w sanockim Towarzystwie św. Wincentego à Paulo. Wraz z Janiną Kossak-Pełeńską oraz inż. arch. Fischlerem był założycielem kółka dramatycznego w Sanoku, organizującego przedstawienia sceniczne w mieście. W mieście wystawiał też swoje obrazy malarskie.
W rezerwie piechoty C. K. Armii został mianowany kadetem z dniem 1 stycznia 1910, a w grudniu 1911 awansowany na chorążego ze starszeństwem z dniem 1 stycznia 1910. Od tego czasu był przydzielony do 30 pułku piechoty we Lwowie
. Przed 1914 został odznaczony Krzyżem Pamiątkowym Mobilizacji 1912–1913. Po wybuchu I wojny światowej jesienią 1914 został awansowany na podporucznika ze starszeństwem z dniem 1 listopada 1914. U kresu wojny i po przejęciu władzy w Sanoku przez Polaków 1 listopada 1918 w stopniu podporucznika stanął na czele milicji miejskiej zorganizowanej w mieście. Po odzyskaniu przez Polskę niepodległości został przyjęty do Wojska Polskiego. Został awansowany do stopnia kapitana piechoty ze starszeństwem z dniem 1 czerwca 1919. W 1923, 1924 był przydzielony jako oficer rezerwowy do 79 pułku piechoty w garnizonie Słonim. W 1934 jako kapitan pospolitego ruszenia rezerwy był przydzielony do Oficerskiej Kadry Okręgowej nr 5 w Krakowie jako oficer przewidziany do użycia w czasie wojny i pozostawał w ewidencji Powiatowej Komendy Uzupełnień Wadowice.
20 grudnia 1919 został wybrany na stanowisko inżyniera miejskiego w Sanoku. W latach 30. pełnił funkcję kierownika Powiatowego Zarządu Drogowego (PZD) w Nisku. Był członkiem oddziału Ligi Morskiej i Kolonialnej w Nisku i w 1936 otrzymał srebrny medal pozłacany z racji XV-lecia rocznicy odzyskania dostępu do morza. W 1937 był kierownikiem Powiatowego Zarządu Drogowego (PZD) w Przeworsku.
Po zakończeniu II wojny światowej w 1945 pełnił funkcję sekretarza Wydziału Powiatowego w Zgorzelcu. Zmarł 25 września 1946 i został pochowany na cmentarzu komunalnym w Zgorzelcu.
Był żonaty z Marią Adelajdą Nawarską z domu Ganszer (1889-1978), która jako wdowa do końca życia zamieszkiwała w Sanoku.